# Barbara Kanam
Barbara Kanam (* 27. September 1973 in Bukavu, Demokratische Republik Kongo) ist eine kongolesische Musikerin, Musikproduzentin und Schauspielerin.

## Leben
Barbara Kanam wurde als eines von zwölf Kindern geboren. Nach Schulbesuch und Ausbildung im Außenhandel begann sie 1991 als Sängerin und Komponistin in der Band Devotion. Sie arbeitete an der Psalmody Academy in Johannesburg, Südafrika, an ihrer Gesangstechnik und lernte Gitarre. 1994 tourte sie mit ihrer Acoustic One Woman Show durch Zentralafrika.
1995 zog sie nach Abidjan, Elfenbeinküste, wo sie sich einem religiösen Chor anschloss und später auch im Grace Choir in Cocody sang. 1997 nahm sie ihre Studien im Außenhandel wieder auf.
1998 produzierte sie mit Kone Dodo ihr erstes Album Mokili, das ihr Aufmerksamkeit und Bekanntheit sowie eine Nominierung für die Kora Awards verschaffte. Den gewann sie mit ihrem zweiten Album Teti 2003.
Barbara Kanam produziert für ihr eigenes Label.
Sie lebt in Frankreich und ist mit Awilo Longomba liiert.

## Auszeichnungen
- 2003: Kora Award in der Kategorie Aufsteigende Künstlerin
- 2004: Kundé D’Or in der Kategorie Beste Künstlerin Zentralafrikas in Ouagadougou, Burkina Faso
- 2004: Tamani in der Kategorie Beste Schauspielerin in Zentralafrika in Bamako, Mali
- 2005: Black Music Awards in der Kategorie Bestes weibliches Video in Cotonou, Benin

## Diskographie
- 1999: Mokili
- 2004: Téti
- 2009: Karibu (deutsch: Willkommen)